# Космос-1402
Космос-1402 је један од преко 2400 совјетских вјештачких сателита лансираних у оквиру програма Космос.
Космос-1402 је лансиран са космодрома Тјуратам, Бајконур, СССР, 30. августа 1982. Ракета-носач је поставила сателит у орбиту око планете Земље. 